# Балабаєв Олександр Васильович
Олекса́ндр Васи́льович Балаба́єв (1915 — 14 травня 1944) — радянський військовик часів Другої світової війни, автоматник 105-го гвардійського стрілецького полку 34-ї гвардійської стрілецької дивізії 46-ї армії, гвардії рядовий. Герой Радянського Союзу (1944).

## Життєпис
Народився 1915 року в селі Карпово-Надеждинка, нині — Амвросіївського району Донецької області, у селянській родині. Українець. Працював на шахті.
До лав РСЧА призваний Амвросіївським РВК у серпні 1943 року. Учасник німецько-радянської війни з 8 січня 1944 року. Воював на 3-му Українському фронті.
Особливо гвардії рядовий О. В. Балабаєв відзначився у боях на території Молдови. Він перебував у складі групи з десяти бійців під командуванням гвардії лейтенанта Б. С. Васильєва-Китіна, яка під щільним вогнем супротивника захопила стратегічно важливу висоту на правому березі річки Дністер поблизу села Раскаєць (нині — Штефан-Водський район Молдови). 17-18 квітня 1944 року протягом 36 годин гвардійці відбили 17 ворожих контратак, знищивши при цьому 250 солдатів і офіцерів супротивника.
6 травня 1944 року гвардії рядовий О. В. Балабаєв у бою отримав важке поранення в голову. Доставлений в евакошпиталь ЕГ-2614. Помер від ран 14 травня 1944 року.
Похований у братній могилі на 2-му Християнському цвинтарі міста Одеси.

## Нагороди
Указом Президії Верховної Ради СРСР від 13 вересня 1944 року «за зразкове виконання бойових завдань командування на фронті боротьби з німецько-фашистськими загарбниками та виявлені при цьому відвагу і героїзм», гвардії рядовому Балабаєву Олександру Васильовичу присвоєне звання Героя Радянського Союзу (посмертно).
Нагороджений орденами Леніна (13.09.1944) і Слави 3-го ступеня (16.04.1944).

## Вшанування пам'яті
Ім'ям Олександра Балабаєва названо одну з вулиць міста Сніжне Донецької області. На будівлі міжшкільного навчально-виробничого центру встановлено меморіальну дошку.